# Луле (кантон)
Луле (фр. Loulay) — кантон во Франции, находится в регионе Пуату — Шаранта. Департамент кантона — Шаранта Приморская. Входит в состав округа Сен-Жан-д’Анжели. Население кантона на 2006 год составляло 4863 человек.
Код INSEE кантона 1712. Всего в кантон Луле входят 15 коммун, из них главной коммуной является Луле.
Экономика кантона носит преимущественно сельскохозяйственный характер. Промышленность представлена производством фанеры в Луле и кухонной мебели в Вильнёв-ла-Контес.

## Коммуны кантона
- Берне-Сен-Мартен — население 713 чел.
- Куавер — население 228 чел.
- Куран — население 337 чел.
- Дёй-сюр-ле-Миньон — население 325 чел.
- Ла-Круа-Контес — население 167 чел.
- Ла-Жарри-Одуэн — население 254 чел.
- Луле — население 738 чел.
- Лозе — население 163 чел.
- Мигре — население 333 чел.
- Сен-Фели — население 288 чел.
- Сен-Марсьяль — население 119 чел.
- Сен-Пьер-де-л’Иль — население 234 чел.
- Сен-Севрен-сюр-Бутон — население 122 чел.
- Вернье — население 152 чел.
- Вильнёв-ла-Контес — население 690 чел.